# Pyrausta aurea
Pyrausta aurea là một loài bướm đêm trong họ Crambidae.